# Toshihiko Nakagō
Toshihiko Nakagō (jap. 中郷 俊彦, Nakagō Toshihiko; * etwa 1957/1958) ist ein japanischer Spieleentwickler. Er ist der Präsident von Systems Research & Development (SRD), das Spiele für Nintendo programmiert. Nakago ist in überwachender Position an der Entwicklung der Reihen Super Mario und The Legend of Zelda involviert.

## Wirken
1979 gründete Nakagō mit Anderen das Unternehmen Systems Research & Development (SRD) mit Firmensitz in Ōsaka. SRD entwickelte zunächst CAD-Programme und Nakagō programmierte Bürokalkulationssoftware. Nakagō hatte Erfahrung mit dem 6502-Mikrochip, der als Hauptprozessor in der 1983 von Nintendo veröffentlichten Konsole Famicom zum Einsatz kam. Da Nintendo damals Programmierer suchte, die mit dem Chip vertraut waren, traf sich Nakagō 1982 mit Hiroshi Umemiya von der Abteilung Nintendo Research & Development 2 (R&D2), die Hardware und Software für das Famicom produzierte.
Als Resultat programmierte Nakagō einige frühe Famicom-Spiele für R&D2, darunter die Famicom-Umsetzung von Donkey Kong. Nachdem Nakagō und SRD alle geplanten Spiele abgeschlossen hatten, sprach der Donkey-Kong-Entwickler und damaliger Chefentwickler der neu gegründeten Nintendo Research & Development 4 (R&D4), Shigeru Miyamoto, mit Nakagō. Miyamoto heuerte Nakagō und sein Team an, um die von R&D4 geplanten Famicom-Spiele zu programmieren. Das erste Spiel, das Nakagō für R&D4 programmierte, war Excitebike. Die frühen R&D4-Spiele wurden von Miyamoto zusammen mit Takashi Tezuka gestaltet und von SRD unter Nakagōs Leitung programmiert. So war dieser auch an Super Mario Bros. (1985) und The Legend of Zelda (1986) beteiligt.
Super Mario Bros. war das erste Spiel, an dem Miyamoto, Tezuka und Nakagō gemeinsam arbeiteten; zur gleichen Zeit entwickelten sie auch The Legend of Zelda. Beide Spielereihen erhielten im Laufe der Jahre viele Nachfolger, an deren Entwicklung die Drei in leitenden Positionen beteiligt waren. Aufgrund der seit 1985 bestehenden Zusammenarbeit von Miyamoto, Tezuka und Nakagō bezeichnete der frühere und mittlerweile verstorbene Nintendo-Präsident Satoru Iwata die Drei als „die Großen Drei“.

## Ludografie
- New Super Mario Bros. U (Wii U 2012) – Level Design Adviser
- New Super Mario Bros. 2 (3DS 2012) – Level Design Adviser
- The Legend of Zelda: Skyward Sword (Wii 2011) – Supervisor
- Photo Dojo (Nintendo DSi 2010) – Programming Management
- The Legend of Zelda: Spirit Tracks (DS 2009) – Supervisor
- New Super Mario Bros. Wii (Wii 2009) – Map & Level Design Director
- Wii Fit Plus (Wii 2009) – Special Thanks
- The Legend of Zelda: Phantom Hourglass (DS 2007) – Supervisor
- Link’s Crossbow Training (Wii 2007) – Progress Management
- Wii Fit (Wii 2007) – Special Thanks
- The Legend of Zelda: Twilight Princess (Wii 2006) – Supervisor
- New Super Mario Bros. (DS 2006) – Programming Director
- Animal Crossing: Wild World (DS 2005) – Supervisor
- The Legend of Zelda: Four Swords Adventures (GameCube 2004) – Supervisor
- Super Mario 64 DS (Nintendo DS 2004) – Programming Director
- The Legend of Zelda: Collector's Edition (GameCube 2003) – Koordination
- The Legend of Zelda: Ocarina of Time Master Quest (GameCube 2002) – Supervisor
- The Legend of Zelda: The Wind Waker (GameCube 2002) – Supervisor
- Yoshi's Island: Super Mario Advance 3 (Game Boy Advance, 2002) – Supervisor
- Animal Crossing (GameCube 2001) – Special Thanks
- Super Mario World: Super Mario Advance 2 (Game Boy Advance 2001) – Supervisor
- The Legend of Zelda: Majora’s Mask (N64 2000) – Program Manager
- Super Mario Bros. Deluxe (Game Boy Color 1999) – Supervisor
- The Legend of Zelda: Ocarina of Time (N64 1998) – Supervisor
- Star Fox 64 (N64 1997) – Supervisor
- Yoshi’s Story (N64 1997) – Programming Director
- Marvelous: Treasure Island (SNES 1996) – Technical Support
- Super Mario World 2: Yoshi’s Island (SNES 1995) – Director
- Super Mario All-Stars (SNES 1993) – Programming Director
- The Legend of Zelda: Link’s Awakening (Game Boy 1993) – Special Thanks
- The Legend of Zelda: A Link to the Past (SNES 1991) – Programming Director
- Super Mario World (Super Nintendo Entertainment System 1990) – Programming Director
- Super Mario Bros. 3 (NES 1988) – Hauptprogrammierer
- Yume Kōjō: Doki Doki Panic (NES 1987) – Programmierer
- Zelda II: The Adventure of Link (NES 1987) – Programmierer
- The Legend of Zelda (NES 1986) – Programmierer
- Super Mario Bros. 2: The Lost Levels (NES 1986) – Programmierer
- Super Mario Bros. (NES 1985) – Programmierer
- Ice Climber (NES 1985) – Programmierer
- Kung-Fu (NES 1985) – Programmierer
- Vs. Excitebike (Arcade 1984) – Programmierer
- Excitebike (NES 1984) – Programmierer
- Vs. Balloon Fight (Arcade 1984) – Programmierer
- Popeye Teaches English (NES 1984) – Programmierer
- Donkey Kong Jr. Math (NES 1984) – Programmierer
- Mahjong (NES 1983) – Programmierer
- Popeye (NES 1983) – Programmierer
- Mario Bros. (NES 1983) – Programmierer
- Donkey Kong Jr. (NES 1983) – Programmierer
- Donkey Kong (Nintendo Entertainment System 1983) – Programmierer